# Madcap's Flaming Duty
Madcap's Flaming Duty is een studio-album van muziekgroep Tangerine Dream.
Het album is opgedragen aan Syd Barrett die in 2006 overleed. De titel Madcap’s Flaming Duty verwijst naar de titel van Barrett's eerste soloalbum The Madcap Laughs. TD heeft hiervoor meestal instrumentale albums geproduceerd en in verhouding relatief weinig albums met gezongen nummers. Iris Camaa en Thorsten Quaeschning, in de huidige bezetting (2011), hebben hun eigen kenmerkende zangstem. 
Voor dit album heeft de band voor de zang Chris Hausl ingehuurd om de op muziek gezette teksten, bijna allemaal van dichters uit de 16e tot 19e eeuw, in te zingen.
Zodra op een album van TD zang wordt gebruikt raken de fans verdeeld. De een vindt het een goed idee en dito uitwerking, de ander houdt zijn twijfels. Dat gold ook voor dit album.

TD heeft al eerder literaire teksten gebruikt als bron voor het componeren van muziek, zie een eerder album als Tyger.
De beide Beators zijn afkomstig van Thorstens soloproject Picture Palace Music.

## Musici
- Edgar Froese - toetsen, gitaar, dobro, bluesharp en basgitaar;
- Thorsten Quaeschning - toetsen, drums, steeldrums, blokfluit;
- Chris Hausl - zang;
- Bernhard Beibl - gitaren, viool en mandoline;
- Linda Spa - blaasinstrumenten;
- Gynt Beator, Thomas Beator - bouzouki, bodhrán;
- Iris Camaa - drums en percussie.

## Muziek
| Nr. | Titel                                                                 | Duur |
| --- | --------------------------------------------------------------------- | ---- |
| 1.  | Astrophel and Stella (muziek: Edgar; tekst: Philip Sidney)            | 7:21 |
| 2.  | Shape my sin (muziek: Thorsten; tekst: Christian Torsa)               | 4:50 |
| 3.  | The blessed Damozel (muziek: Thorsten; tekst: Dante Gabriel Rossetti) | 5:16 |
| 4.  | The divorce (muziek: Edgar; tekst: Thomas Stanley)                    | 4:46 |
| 5.  | A dream of death (muziek: Thorsten;tekst: Edmund Clarence Stedman)    | 7:46 |
| 6.  | Hear the voice (muziek: Edgar; tekst: William Blake)                  | 5:08 |
| 7.  | Lake of Pontchartrain (traditional uit Ierland)                       | 7:23 |
| 8.  | Mad song (muziek: Edgar; tekst: William Blake)                        | 5:08 |
| 9.  | One hour of madness (muziek: Thorsten; tekst: Walt Whitman)           | 8:29 |
| 10. | Man (muziek: Edgar; tekst: George Herbert)                            | 4:47 |
| 11. | Hymn to intellectual beauty (muziek: Thorsten; tekst: Percy Shelley)  | 6;24 |
| 12. | Solution of all problems (muziek: Edgar; tekst: Ralph Waldo Emerson.) | 6:24 |

| Nr. | Titel                                                               | Duur |
| --- | ------------------------------------------------------------------- | ---- |
| 13. | Burning babe's reality song (muziek: Edgar; tekst Robert Southwell) | 5:33 |

Lake of Pontchartrain gaf aanleiding tot discussie omdat het meer in niet Ierland ligt, maar in de Verenigde Staten; de juiste titel van de Ierse traditional luidt The Lakes of Pontchartrain.